# Kurentowanie

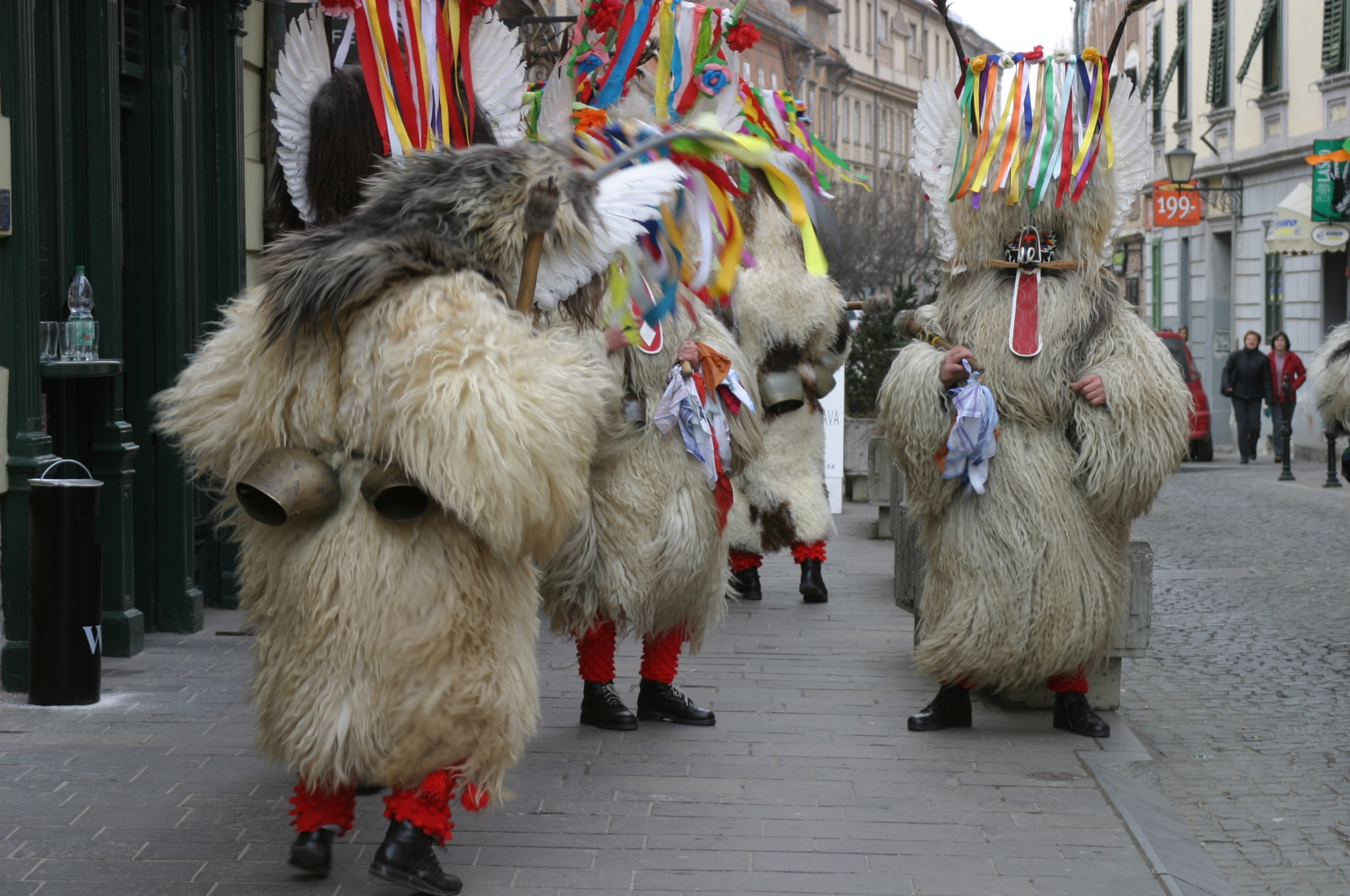
Kurenty w Ptuju

Kurentowanie (słoweń. Kurentovanje) – słowiański ludowy obyczaj wiosenny dziś głównie uprawiany w Słowenii.
Obyczaj wiązany dziś z karnawałem i trwający przez 10 dni aż do wtorku przed Popielcem włącznie polega na korowodach i pochodach przebierańców w różnych kostiumach z głośną muzyką. Obyczaj ten pochodzi z najwcześniejszych czasów kolonizacji słowiańskiej na Bałkanach i przetrwał w Mohaczu węgierskim, w Serbii i Bułgarii – najwspanialej obchodzony jest dziś jednak w Słowenii pod nazwą Kurentovanje. Nazwa odnosi się do głównej postaci święta w charakterystycznym futrzanym kostiumie, zwanej Kurent lub Korent (w liczbie mnogiej Kurenti) i symbolizującej moc płodności, rozrodu i szczęścia oczekiwanego nadchodzącą wiosną. W tej mierze porównuje się pochody Kurentów do dionizyjskich rytualnych pochodów płodności.
W 2017 roku kurentowanie zostało wpisane na listę niematerialnego dziedzictwa UNESCO.

## Historia
Uważa się, że Kurent jest starym bóstwem płodności, pokrewnym innym tak rozumianym istotom, stąd też porównywanie go z trackim/ greckim Dionizosem, a także i Priapem. Kult ten kiedyś miał szerszy niż obecnie zasięg wnioskując z lokalnie różnych tradycji i sposobów sporządzania kostiumów. Historycznie zanikający już zwyczaj odrodził się po paradzie w mieście Ptuj w 1939 roku dając początek tak znakomicie dziś rozwiniętej tradycji. Miasto Ptuj jest niezrównanym ośrodkiem tego obyczaju i w 2009 roku miało zarejestrowanych 36 bractw Kurentów, właśnie noszących maski z porami i wstążkami, podczas gdy rogi krowie noszone są przez bractwa Kurentów z okolic Haloze i Lancova vas i częściej noszą brązowego koloru kożuchy owcze.
Stawszy się znaną i znakomitą atrakcją turystyczną „karnawał w Ptuju” wzbogacony jest obecnie o inne parady kostiumowe, niewiele, lub wcale wręcz nie spokrewnione z Kurentowaniem.

## Obchody
Pochód Kurentów odwiedza mijane zagrody i domostwa odczyniając hałasem i dzwonieniem uroki i złe wpływy nagromadzone przez zimę. Kurenty kroczą pochyleni, rzucając na boki głowami w maskach i poruszając biodrami by wydobyć dźwięki z dzwonków, oraz trzaskają drewnianymi pałkami zwieńczonymi kolcami jeża. Kobiety ofiarują Kurentom chustki przywiązując je im do pasa, oraz naczynia gliniane tłuczone u ich stóp. Także Kurenty żartobliwie przymuszają napotkane młode kobiety do markowania z nimi kopulacji na drogach wiejskich, co potwierdza charakter obyczaju. Inny zwyczaj związany z Kurentowaniem, to rzucanie przez gospodynię garnkiem ze strychu domu za pierwszym obcym pojawiającym się rano w obejściu. Pochodowi towarzyszy czerwono lub czarno przybrany diabeł (hudič, zlodej, vrag) ubrany w sieć do łowienia dusz.

## Tradycyjny strój
Strój świąteczny Kurenta, którego masa dochodzi nawet do 30–40 kg, jest sporządzony z wyprawionej skóry owczej (najchętniej dzisiaj z bośniackich długowłosych merynosów) i jest obszernym luźnym płaszczem o dość szerokich rękawach, przepasanym łańcuchem metalowym z pięcioma krowimi dzwonkami dającymi trzy tony. Największy z nich umieszczony jest z tyłu, dwa średnie po obu bokach ciała, a dwa najmniejsze na brzuchu. Przybraniem głowy jest swoista maska z dwóch zszytych płatów sztywnej skóry z ostrym zwierzęcym pyskiem, jakby np. wilka, z długim czerwonym ozorem spadającym na piersi Kurenta. Częste są również czerwone i czarne obwódki wokół ślepii maski, wzmagające wrażenie grozy. Również krowie rogi dodane do szczytu maski, rosochate patyki, lub stylizowane pręty połączone poprzeczką z przymocowanymi wstążkami z kolorowej gofrowanej bibuły – zależnie od lokalnej wersji tradycyjnego stroju – podpowiadają symbolikę zwierzęcej jurności i płodności. Maska przybrana bywa często skrzydłami z ptasich (chętnie gęsich) piór i końskim włosiem.